# Canzoni al massimo
Canzoni al massimo è una raccolta dei maggiori successi della parte iniziale della carriera del cantautore italiano Vasco Rossi. La raccolta è stata pubblicata nel 2005 dalla BMG Ricordi, mentre dal 2006 è disponibile anche una versione in edizione limitata, composta da un solo disco.

## Tracce
CD 1
1. Silvia
2. Jenny è pazza
3. Ed il tempo crea eroi
4. ...E poi mi parli di una vita insieme
5. Ambarabaciccicoccò
6. Tu che dormivi piano
7. La nostra relazione
8. Albachiara
9. Va bè (Se proprio te lo devo dire)
10. La Strega (La diva del sabato sera)
11. Quindici anni fa
12. Fegato, fegato spappolato
13. Io non so più cosa fare
14. Sballi ravvicinati del terzo tipo
15. (Per quello che ho da fare) Faccio il militare

CD 2
1. Non l'hai mica capito
2. Colpa d'Alfredo
3. Anima fragile
4. Susanna
5. Sensazioni forti
6. Asilo “republic”
7. Alibi
8. Tropico del Cancro
9. Che ironia
10. Valium
11. Ieri ho sgozzato mio figlio

CD 3
1. Incredibile romantica
2. Siamo solo noi
3. Brava
4. Dimentichiamoci questa città
5. Voglio andare al mare
6. Vado al massimo
7. Vita spericolata
8. Mi piaci perché
9. La faccia delle donne
10. Dormi, dormi
11. Cosa c'è
12. Ciao
13. Vivere una favola

### Edizione limitata (1 cd)
1. Albachiara
2. Colpa d'Alfredo
3. Non l'hai mica capito
4. Sensazioni forti
5. Siamo solo noi
6. Voglio andare al mare
7. Incredibile romantica
8. Brava
9. Vado al massimo
10. Vita spericolata
11. Fegato fegato spappolato
12. Io non so più cosa fare
13. Sballi ravvicinati del terzo tipo
14. Va bè (Se proprio te lo devo dire)
15. Dormi, dormi